# Vicente Martínez Silla
Vicente Martínez Silla (Valencia, Comunidad Valenciana, España, 18 de febrero de 1993) es un árbitro de baloncesto español de la liga ACB. Pertenece al Comité de Árbitros de la Comunidad Valenciana.

## Trayectoria
Comenzó en el arbitraje en la campaña 2012-2013, cuando se inscribió en el CAR (Curso de Arbitraje). A partir de allí, Vicente cosechó un ascenso por temporada, accediendo a 1ª División en la 2015-2016. Apenas un año después la Federación Española de Baloncesto (FEB) puso sus miras en él.
Con 26 años, en 2019 fue ascendido a la Liga ACB. Junto al valenciano también ascendieron Yasmina Alcaraz Moreno (Comité Catalán), Joaquín García González (Comité Andaluz), Cristóbal Sánchez Cutillas (Comité Murciano), David Sánchez Benito (Comité Castellanoleonés) y Roberto Lucas Martínez (Comité Aragonés).
Con 30 años, en septiembre de 2023, obtuvo la licencia Internacional por FIBA en Zagreb (Croacia) junto a otros tres compañeros. Esto le ha permitido tener la oportunidad de dar un paso más en su trayectoria deportiva y comenzar a dirigir partidos y torneos de carácter internacional.

## Temporadas
| Categoría         | País                 | Año               |
| ----------------- | -------------------- | ----------------- |
| Categorías bases  | Comunidad Valenciana | 2012 - 2015       |
| Primera masculina | Comunidad Valenciana | 2015 - 2016       |
| Grupo 2 (FEB)     | España               | 2016 - 2018       |
| Grupo 1 (FEB)     | España               | 2018 - 2019       |
| Liga ACB          | España               | 2019 - Actualidad |